# Niki. Historia pewnego psa
Niki. Historia pewnego psa (węg. Niki. Egy kutya története) – powieść węgierskiego pisarza Tibora Déryego z 1956. Pierwsze wydanie w tłumaczeniu na język polski ukazało się w 1959 roku w Paryżu nakładem Instytutu Literackiego (jako 47. tom Biblioteki „Kultury”), z przedmową Gustawa Herlinga-Grudzińskiego. Następna publikacja miała miejsce w 1979 (Wydawnictwo Literackie). Tłumaczem był Marek Sadowski, a autorem okładki Janusz Bruchnalski.

## Fabuła
Autor opisuje losy psa (suki) wychowywanego przez młode małżeństwo, które w czasie II wojny światowej straciło syna. Taka kanwa jest dla autora pretekstem do spojrzenia na losy Węgier w latach 50. XX wieku, który to czas był politycznie bardzo trudnym okresem dla kraju. Książka zawiera humanistyczne refleksje na temat jednostki uwikłanej w problemy czasu, w którym żyje.
Niki pochodząca ze wsi trudno znosi adaptację do warunków miejskich, po przeprowadzce państwa. Następnym ciosem jest aresztowanie pana (inżyniera – Jánosa Ancsy) przez komunistów i wspólne z panią oczekiwanie na jego powrót z więzienia. W domu pojawia się nędza i głód. Niki umiera, nie doczekawszy się powrotu pana.